# Алекін Олег Олександрович
Олег Олександрович Алекін (1908, Вільно — 1995, Санкт-Петербург) — радянський і російський вчений-гідрохімік, розробник гідрохімічної класифікації природних вод. Доктор географічних наук, професор, член-кореспондент АН СРСР (з 1953), член-кореспондент РАН (з 1991), лауреат Сталінської премії (1951).

## Біографія
Народився в м. Вільно (зараз — Вільнюс, столиця Литви). В 1926 році закінчив першу радянську трудову школу м. Калуги.
В 1930 році закінчив Ленінградський хімічний технікум ім. Д. І. Менделєєва за спеціальністю технік-хімік по силікатах. Згодом вступив до Ленінградського державного університету на хімічний факультет, який закінчив у 1938 році за спеціальністю хімік-неорганік. В 1939—1951, з перервою на німецько-радянську війну, О. О. Алекін працював в Ленінграді на посадах молодшого і старшого наукового співробітника, завідувача лабораторії у Державному гідрологічному інституті. В 1940 захистив в Ленінградському університеті дисертацію і отримав ступінь кандидата хімічних наук.
Із серпня 1941 року воював на Ленінградському фронті, восени 1943 року був важко поранений і демобілізований. В 1944—1945 роках працював доцентом кафедри загальної хімії Архангельського медінституту.
В 1950 році захистив докторську дисертацію на тему «Гідрохімія річок СРСР», за цю роботу був удостоєний Сталінської премії в галузі науки в 1951 році.
В 1951 році О. О. Алекін виїхав в м. Новочеркаськ Ростовської області, куди був призначений директором Гідрохімічного інституту АН СРСР (зараз — в системі Росгідромету). На цій посаді пропрацював до 1960 року. Одночасно в 1954—1957 — ректор Ростовського державного університету (Ростов-на-Дону).
В 1961 році О. О. Алекіна переведено в Ленінград в штат Лабораторії озерознавства АН СРСР. В 1964—1971 роках — ректор Ленінградського гідрометеорологічного інституту (ЛГМІ), завідував кафедрою гідрохімії.
В 1971 році в Ленінграді на базі Лабораторії озерознавства було утворено Інститут озерознавства АН СРСР, в якому став працювати О. О. Алекін. З 1974 року — заступник директора, а з 1978 по 1982 рік — директор ІОЗ АН СРСР. Помер в Санкт-Петербурзі в 1995 році.

## Науковий внесок
Опублікував понад 100 наукових праць, серед них кілька монографій, перекладених на іноземні мови.
Область наукових інтересів О. О. Алекіна — гідрохімія, хімія природних вод, хімічна рівновага водних систем, карбонатно-кальцієва рівновага, стік розчинених речовин з території СРСР. Основні праці присвячено дослідженню річкових та озерних вод. Результати узагальнено в монографіях — «Загальна гідрохімія» (1948), «Гідрохімія» (1952), «Основи гідрохімії» (1953), «Хімічний аналіз вод суші» (1954) и «Хімія океану» (1966). Розробив гідрохімічну класифікацію природних вод.
Праці О. О. Алекіна мали значний вплив на становлення гідрохімічних напрямків та наукових шкіл в Україні, зокрема в Інституті гідробіології НАН України, на кафедрі гідрології та гідроекології Київського національного університету імені Тараса Шевченка, в Українському гідрометеорологічному інституті та ін.

## Основні наукові праці
- Общая гидрохимия. 1948, 1953, 1970.
- Гидрохимия. 1952.
- Гидрохимия рек СССР. Т. 2—3. 1948—1949. (Труды Гос. гидрологич. ин-та. Вып. 10—15)
- Основы гидрохимии. 1953, 1970.
- Химический анализ вод суши. 1954.
- Химия океана. 1966.